# Rahimatpur
Rahimatpur is een nagar panchayat (plaats) in het district Satara van de Indiase staat Maharashtra. 

## Demografie
Volgens de Indiase volkstelling van 2001 wonen er 16.539 mensen in Rahimatpur, waarvan 51% mannelijk en 49% vrouwelijk is. De plaats heeft een alfabetiseringsgraad van 72%. 